# Shenzhen
Shenzhen (en xinès 深圳) és una ciutat-prefectura de 17.494.938 habitants al sud de la província de Guangdong, a la República Popular de la Xina. El nom de la ciutat té l'origen en la denominació que donaven els habitants de la zona a les rases dels arrossars a les quals anomenaven zhen o chon. Shenzhen vol dir "rases profundes", pel fet que la zona en què la ciutat s'assenta és una regió travessada per rius i en la qual existeixen profundes rases en els arrossars.
Declarada Zona Econòmica Especial pel govern xinès el 1980, el seu creixement extraordinari, tant en població (gràcies a una forta immigració passà en només trenta anys d’uns 300.000 habitants a més de 10 milions) com en renda per habitant (actualment la més alta de la Xina), l’han convertida en un exemple per a l'establiment d'altres zones especials al país.

## Geografia
El municipi de Shenzhen (深圳 市, Shenzhen Shì) té una superfície de 2.020 km² i una població de 12 milions d'habitants, dels quals 1.819.300 habitants tenen residència legal, i la resta, 6.458.200 habitants, està compost per població que resideix temporalment com a resultat de la migració d'altres regions a la recerca de treball temporal. Shenzhen té la densitat més alta de població de tota la Xina, amb 4.334 habitants per km².
El seu clima és subtropical, amb una temperatura mitjana de 22,4 °C.

## Història

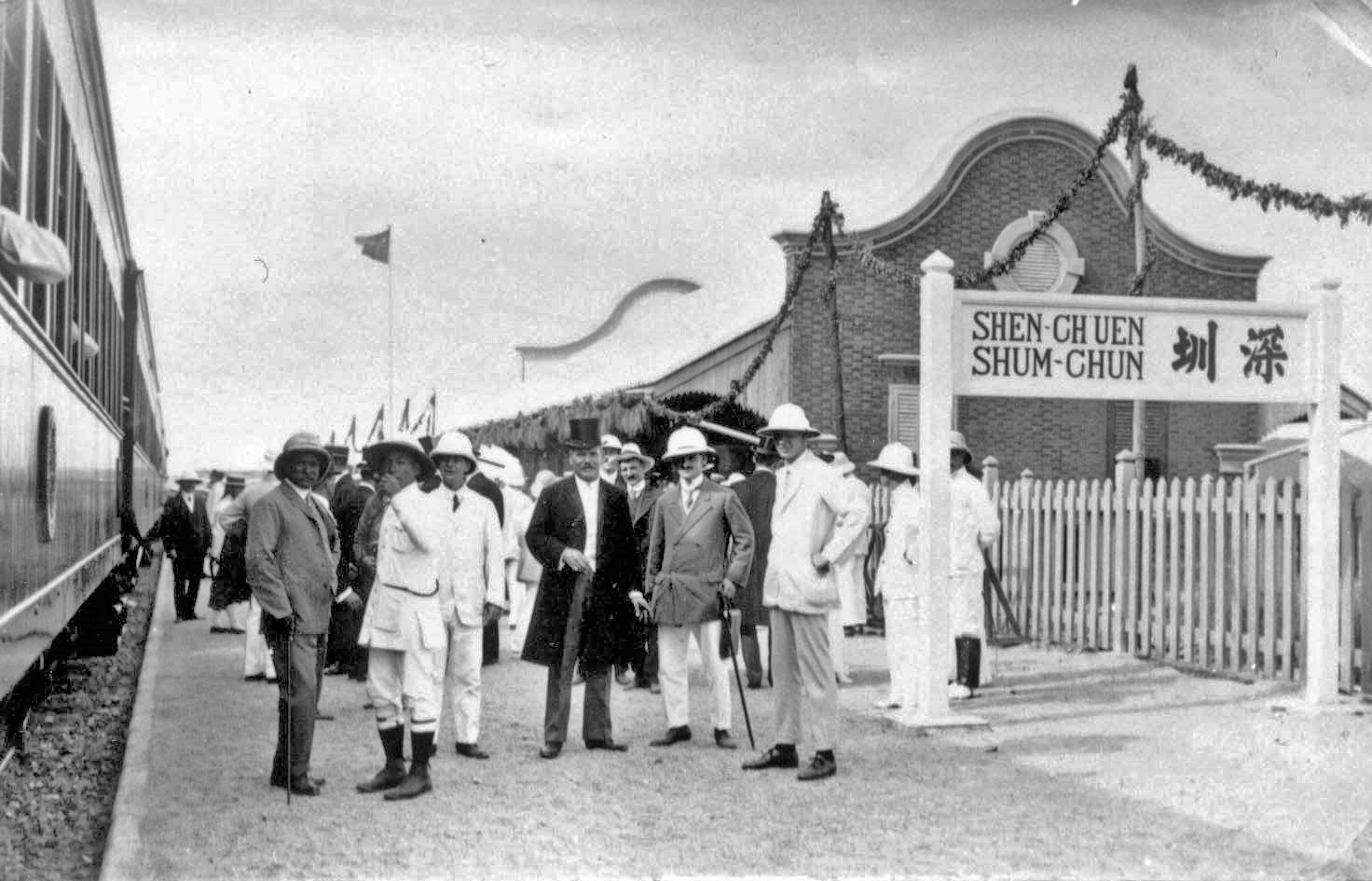
La inauguració de l'estació de tren de Shenzhen (octubre de 1911)

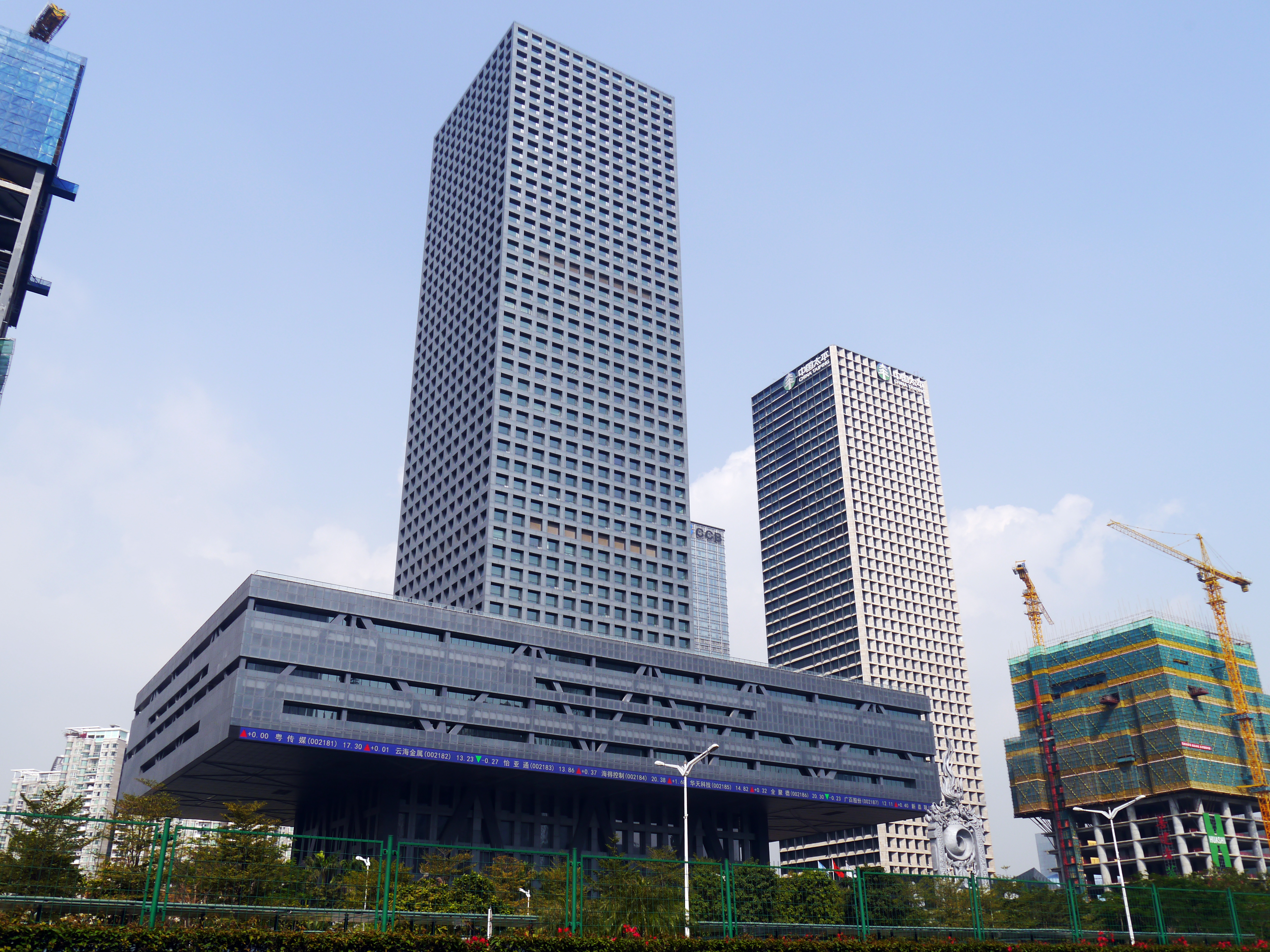
Edifici de la Borsa de Shenzhen

La història de la ciutat es remunta a uns sis mil anys d'antiguitat, ja que s'han trobat restes arqueològiques que demostren que la zona va estar poblada des del Neolític. La història de la ciutat es pot dividir en quatre períodes diferents.
El primer període es perllonga des de la prehistòria fins a, aproximadament, l'any 1573. En aquesta època la ciutat va estar habitada pels membres de les tribus Baiyu que vivien dedicats bàsicament a la pesca i en grau més baix a l'agricultura.
El segon període, entre l'any 1573 i el 1841 va ser el de l'establiment del comtat de Xinan que s'estenia fins a l'actual ciutat de Hong Kong. La capital del comtat era Nantou. L'economia de Xinan es basava en l'explotació de la sal comuna, el te i les espècies.
Un tercer període històric abastaria els anys compresos entre 1841 i 1979. L'any 1842, amb la signatura del Tractat de Nanjing, Hong Kong va passar a estar ocupada pels britànics. L'any 1898 la península de Kowloon també va ser cedida i, per tant, una bona part del territori va deixar de formar part del comtat de Xinan. El 1913, el comtat va canviar el seu nom al de Bao'an per evitar la confusió amb el comtat de Xin'an situat a la província de Henan.
Finalment, l'últim període en la història de Shenzhen s'inicia l'any 1979 quan el govern central va decidir concedir a la ciutat el rang de prefectura. El 1980 se la va reconèixer oficialment com una "zona econòmica especial", la primera que es concedia en tota la República Popular com a experiment de capitalisme dins del comunisme del país. La declaració de zona econòmica especial, unida al baix preu del sòl i de la mà d'obra, va provocar que gran nombre d'empreses de Hong Kong es traslladessin a Shenzhen, amb el consegüent auge econòmic i urbanístic per a la ciutat. En pocs anys, Shenzhen va passar de ser un poble de pescadors a una gran metròpoli i un dels principals centres de producció del país, de fet és una de les ciutats de més ràpid creixement del món.
El desembre de 2015 un munt de terra excavada i enderrocs apilat al parc industrial de Shenzhen va caure provocant danys a 33 edificis i la desaparició de 85 persones. L'esllavissada ocupava 380.000 metres quadrats.
La política d'impuls de la innovació feta pel govern xinès des del 2015, zhongchuang kongjian o “makerspaces for the people”, que finança gent innovadora, tant estudiants i investigadors com empreses privades, se centrà a la ciutat de Shenzhen. Shenzhen crea més patents internacionals que el Regne Unit o França.
El 2017 es convertí en la ciutat amb més gratacels del món.
El 2018 la població de Shenzhen va arribar als 12 milions de persones.
El 2018 posaren en marxa un sistema de represàlies per als vianants infractors que sumant a la tradicional multa, se'ls envia missatges de text i es mostra la seua cara a les pantalles de la ciutat, mitjançant les tecnologies del reconeixement facial.

## Economia
Beneficiada per la proximitat amb Hong Kong, el seu port principal és el quart del món en tràfic de mercaderies i l’aeroport de Bao’an (1991) és un dels tres més grans del país. La ciutat està connectada amb Guangzhou per una de les autopistes de més capacitat de la Xina, oberta el 1994.
Com que la ciutat és un centre tecnològic mundial líder, Shenzhen ha estat batejada pels mitjans de comunicació de Silicon Valley de la Xina. La cultura emprenedora, innovadora i competitiva de la ciutat ha fet que la ciutat acollís nombroses petites empreses de maquinari i programari. Les empreses del sector tecnològic suposen un 40% de l'economia de la ciutat. Shenzhen és el lloc on van aparèixer dues de les empreses tecnològiques xineses més importants: Huawei i Tencent.
A mitjan dècada del 2010 Shenzhen es convertí en un lloc conegut per trobar-se allí la gran fàbrica de Foxconn, on es fabriquen telèfons, consoles i altres ordinadors per a empreses com Apple, Microsoft, Dell i Sony. Foxconn és un lloc conegut per les males condicions de treball. A Shenzhen hi ha altres empreses fabricants d'aparells electrònics a part de Foxconn. El 90% dels gadgets del món es fabriquen a Shenzhen, especialment els de baixa qualitat.

## Demografia
L'any 2020 Shenzhen tenia una població permanent total de 17.560.000 habitants, amb 5.874.000 (33,4%) dels quals tenien hukou (estaven registrats localment). Com que Shenzhen és una ciutat jove, la gent gran amb més de seixanta anys només representava el 5,36 % de la població total de la ciutat. Malgrat això, l'esperança de vida a Shenzhen és de 81,25 anys el 2018, situant-se entre les vint millors ciutats de la Xina. La proporció home-dona a Shenzhen és de 130 a 100, cosa que fa que la ciutat tingui la major disparitat sexual en comparació amb altres ciutats de Guangdong. Shenzhen també té una elevada taxa de natalitat en comparació amb altres ciutats xineses amb 21,7 naixements per cada 10.000 dels seus 13,44 milions de població el 2019. Segons la població de la seva àrea administrativa total, Shenzhen és la cinquena ciutat més poblada de la Xina. Forma part de la regió metropolitana del delta del riu Perla (que cobreix ciutats com Guangzhou, Dongguan, Foshan, Zhongshan, Zhuhai, Huizhou, Hong Kong i Macau), la zona urbana més gran del món segons el Banc Mundial, amb una població de 78 milions d’habitants segons el cens del 2020.

## Administració
La municipalitat de Shenzhen està dividida en sis districtes: Luohu (罗湖), Futian (福田), Nanshan (南山), Yantian (盐田), Bao'an (宝安) i Longgang (龙岗). Els quatre primers són dins de la zona econòmica especial mentre que Bao'an i Longgang en queden fora.
Localitzat al centre de la zona econòmica i veí de Hong Kong, Luohu és el centre financer i comercial. Ocupa una àrea de 78,89 km². Futian és el districte on es troba el govern municipal, ocupa una àrea de 78,04 km². Amb una àrea de 164,29 km², el districte de Nanshan és el centre de les indústries tecnològiques. El port de Yantian es troba al districte de Shenzhen i és la segona major terminal de càrrega a la Xina.

## Transport intraciutat
El metro de Shenzhen serveix com a sistema de trànsit ràpid de la ciutat. L'extensió oberta el 8 de desembre de 2019 va situar la xarxa en 303,4 quilòmetres de traçat, 8 línies i 215 estacions en funcionament. El nombre mitjà de viatgers diaris de metro el 2016 és de 3,54 milions de passatgers, la qual cosa representa un terç dels usuaris de transport públic de la ciutat.
L'agost del 2019, el sistema d’autobusos de la ciutat comprenia més de 900 línies, amb un total de més de 16.000 vehicles elèctrics, el més gran d’aquest tipus al món. El sistema és operat per diverses empreses. El gener del 2019, la conversió de la flota de taxis de Shenzhen a vehicles elèctrics arribava al 99%.
El mateix any l'empresa de transport per bicicleta Didi xocà amb les prohibicions de les autoritats de la ciutat.

## Llocs d'interès
- Splendid China Folk Village: es tracta d'un parc amb miniatures que representen els llocs més significatius del país així com els moments històrics més rellevants de la Xina. El parc ocupa una àrea de més de 315.000 m² i compta amb més de 100 escenaris diferents.
- Antiga fortalesa Dapeng: localitzada a uns 50 quilòmetres del centre de la ciutat es troba aquesta fortalesa, construïda l'any 1394 durant la dinastia Ming per lluitar contra els atacs que perpetraven els invasors coneguts com a Dona Peng Suo Cheng.
- Carrer Zhongying: aquest carrer és fruit dels acords que es van establir entre el govern xinès i el britànic. El carrer està dividit en dues parts separades per vuit enormes pedres; antigament una part del carrer estava sota control xinès mentre que l'altra estava sota control britànic. En l'actualitat, la meitat del carrer encara pertany a Hong Kong.
- Museu d'Art He Xiangning
- Window of the World